# Kingfisher Airlines Tennis Open
El Torneig de tennis Kingfisher Airlines  (en anglès: Kingfisher Airlines Tennis Open), també conegut com a Torneig de Bangalore i anteriorment com a Torneig de Bombai i Torneig de Xangai, és una competició tennística que es disputa actualment a la ciutat de Bangalore (Índia).
La competició forma part dels torneigs de l'International Series de l'ATP i es juga en una pista dura.

## Història
El torneig va ser creat l'any 1996 a la ciutat de Xangai (Xina) per tal d'impulsar la pràctica d'aquest esport en aquest país, i disputat sobre pista dura indoor, passant a formar part dels torneigs de l'International Series de l'ATP.
La presència a la ciutat de Xangai de la Copa Masters masculina l'any 2004 provocà que l'any 2005 aquest torneig es traslladés a la ciutat de Ho Chi Minh (Vietnam), passant el 2006 a instal·lar durant dos anys a la ciutat de Bombai (Índia). L'edició de 2008 s'hagué de disputar en una nova seu, la ciutat de Bangalore, però aquella edició fou cancel·lada per motius de seguretat.

## Palmarès

### Individuals
| Ciutat      | Any  | Campió             | Finalista         | Resultat         |
| ----------- | ---- | ------------------ | ----------------- | ---------------- |
| Bangalore   | 2008 | No es disputà      | No es disputà     | No es disputà    |
| Bombai      | 2007 | Richard Gasquet    | Olivier Rochus    | 6–3, 6–4         |
| Bombai      | 2006 | Dmitri Tursúnov    | Tomas Berdych     | 6–3, 3–6, 7–6(5) |
| Ho Chi Minh | 2005 | Jonas Bjorkman     | Radek Stepanek    | 6–3, 7–6(4)      |
| Xangai      | 2004 | Guillermo Cañas    | Lars Burgsmuller  | 6–1, 6–0         |
| Xangai      | 2003 | Mark Philippoussis | Jiri Novak        | 6–2, 6–1         |
| Xangai      | 2002 | no es disputà      | no es disputà     | no es disputà    |
| Xangai      | 2001 | Rainer Schüttler   | Michel Kratochvil | 6–3, 6–4         |
| Xangai      | 2000 | Magnus Norman      | Sjeng Schalken    | 6–4, 4–6, 6–3    |
| Xangai      | 1999 | Magnus Norman      | Marcelo Rios      | 2–6, 6–3, 7–5    |
| Xangai      | 1998 | Michael Chang      | Goran Ivanisevic  | 4–6, 6–1, 6–2    |
| Xangai      | 1997 | Jan Kroslak        | Aleksandr Vólkov  | 6–2, 7–6         |
| Xangai      | 1996 | Andrei Olkhovski   | Mark Knowles      | 7–6, 6–2         |

### Dobles
| Ciutat      | Any  | Campions                                 | Finalistes                            | Resultats            |
| ----------- | ---- | ---------------------------------------- | ------------------------------------- | -------------------- |
| Bangalore   | 2008 | No es disputà                            | No es disputà                         | No es disputà        |
| Bombai      | 2007 | Robert Lindstedt · Jarkko Nieminen       | Rohan Bopanna · Aisam-ul-Haq Qureshi  | 7-6(3), 7-6(5)       |
| Bombai      | 2006 | Mario Ancic · Mahesh Bhupathi            | Rohan Bopanna · Mustafa Ghouse        | 6-4, 6-7(6), 10-8    |
| Ho Chi Minh | 2005 | Lars Burgsmuller · Philipp Kohlschreiber | Ashley Fisher · Robert Lindstedt      | 5–6(3), 6–4, 6–2     |
| Xangai      | 2004 | Jared Palmer · Pavel Vizner              | Rick Leach · Brian MacPhie            | 4–6, 7–6(4), 7–6(11) |
| Xangai      | 2003 | Wayne Arthurs · Paul Hanley              | Shao Xuan Zeng · Ben-qiang Zu         | 6–2, 6–4             |
| Xangai      | 2002 | Not Held                                 | Not Held                              | Not Held             |
| Xangai      | 2001 | Byron Black · Thomas Shimada             | John-Laffnie de Jager · Robbie Koenig | 6–2, 3–6, 7–5        |
| Xangai      | 2000 | Paul Haarhuis · Sjeng Schalken           | Petr Pala · Pavel Vizner              | 6–2, 3–6, 6–4        |
| Xangai      | 1999 | Sebastien Lareau · Daniel Nestor         | Todd Woodbridge · Mark Woodforde      | 7–5, 6–3             |
| Xangai      | 1998 | Mahesh Bhupathi · Leander Paes           | Todd Woodbridge · Mark Woodforde      | 6–4, 6–7, 7–6        |
| Xangai      | 1997 | Maks Mirni · Kevin Ullyett               | Tomas Nydahl · Stefano Pescosolido    | 7–6, 6–7, 7–5        |
| Xangai      | 1996 | Mark Knowles · Roger Smith               | Jim Grabb · Michael Tebbutt           | 4–6, 6–2, 7–6        |